# 5677 Aberdonia
5677 Aberdonia este un asteroid din centura principală de asteroizi.

## Descriere
5677 Aberdonia este un asteroid din centura principală de asteroizi. A fost descoperit pe 21 septembrie 1987 la Stația Anderson Mesa de Edward L. G. Bowell. El prezintă o orbită caracterizată de o semiaxă mare de 2,84 ua, o excentricitate de 0,06 și o înclinație de 1,5° în raport cu ecliptica.